# Crepidium ochyranum
Crepidium ochyranum är en orkidéart som beskrevs av Dariusz Lucjan Szlachetko och Marg.. Crepidium ochyranum ingår i släktet Crepidium, och familjen orkidéer. Inga underarter finns listade i Catalogue of Life.